# Distretto di Erôô
Il distretto di Erôô è uno dei sedici distretti (sum) in cui è suddivisa la provincia del Sėlėngė, in Mongolia. Conta una popolazione di 5.792 abitanti (censimento 2008). 